# Мехтхилд фон Хесен (1267 – 1332)
Мехтхилд (Матилда) фон Хесен (на немски: Mechthild (Mathilde) von Hessen; * 1267 в Марбург; † ок. 1332) е ландграфиня от Хесен от фамилията Регинариди и чрез женитби графиня на Цигенхайн и господарка на Фалкенщайн-Мюнценберг.
Тя е дъщеря (третото дете от 6 деца) на първия ландграф Хайнрих I фон Хесен „Детето“ (1244 – 1308) и първата му съпруга принцеса Аделхайд фон Брауншвайг-Люнебург († 1274), дъщеря на херцог Ото I фон Брауншвайг-Люнебург (1204 – 1252) и на Матилда фон Бранденбург (1210 – 1261). Баща ѝ се жени втори път през 1275 г. за принцеса Мехтилд от Клеве († 1309).
Брат ѝ Хайнрих Младши (1265 – 1298) е женен 1290 г. за Агнес Баварска (1276 – 1340), сестра на император Лудвиг Баварски. Полусестра е на Лудвиг (1282 – 1357), епископ на Мюнстер (1310).

## Фамилия
Мехтхилд (Матилда) фон Хесен се сгодява на 7 ноември 1274 г. в Грюнберг в Хесен-Гисен и се омъжва на 25 юни 1282 г. за граф Готфрид VI фон Цигенхайн (* 1262; † 30 ноември 1304). Те имат децата:
- Йохан I († 1359), граф на Цигенхайн (1304 – 1359) и Нида (1333 – 1359), женен I.на 3 февруари 1311 г. за Лукардис фон Цигенхайн-Нида († 1333), II. за Аделхайд
- Ото (1304 – 1366), каноник в Кьолн (1327 – 1358) и Майнц (1331 – 1360), приор на „Св. Петер“ във Фрицлар (1333 – 1366), погребан в катедралата на Майнц.
- Аделхайд фон Цигенхайн († 1322), омъжена за граф Хайнрих II фон Ринек († 1343)
- Хедвиг (Мехтилд) († сл. 1355), омъжена сл. 2 юли 1319 г. за граф Попо IIII фон Еберщайн († 1329)
- Айлика († сл. 1361), абатиса на Алтенберг и Вецлар (1356 – 1361)
- Хайнрих

Мехтхилд (Матилда) фон Хесен се омъжва втори път сл. 11 октомври 1309 г. за Филип III фон Фалкенщайн-Мюнценберг (* ок. 1257; † 9 февруари 1322). Тя е третата му съпруга. Бракът е бездетен.